# جانی بلک
جانی بلک (انگلیسی: Johnni Black؛ زاده ۱۴ ژانویهٔ ۱۹۶۸) بازیگر پورنوگرافی اهل ایالات متحده آمریکا است. جانی بلک به عنوان کارگردان و مدل بزرگسالان نیز فعالیت می کند. او در ۱۹۹۸ از طرف AVN به عنوان بهترین ستاره ی کوچک سال انتخاب شد.